# Diaulax
Diaulacidae
Famille
Genre
Diaulax est un genre éteint de crabes du Crétacé, le seul de la famille également éteinte des Diaulacidae.

## Liste des espèces
- † Diaulax carteriana Bell 1863
- † Diaulax millerae Bishop, 1992
- † Diaulax feliceps Wright & Collins 1972
- † Diaulax roddai Bishop 1983
- † Diaulax yokoii Collins, Kanie & Karasawa 1993

## Référence
- (en) Bell, 1863 : A Monograph of the fossil malacostracous Crustacea of Great Britain. Part II. Crustacea of the Gault and Greensand. Monograph of the Palaeontographical Society, vol. 14, p. 1-40.
- (en) Wright & Collins, 1972 : British Cretaceous Crabs. Palaeontographical Society Monograph, vol. 126, n. 533, p. 1–113.

## Sources
- (en) De Grave & al., 2009 : A Classification of Living and Fossil Genera of Decapod Crustaceans. Raffles Bulletin of Zoology Supplement, n. 21, p. 1-109.